# طراحی محیطی

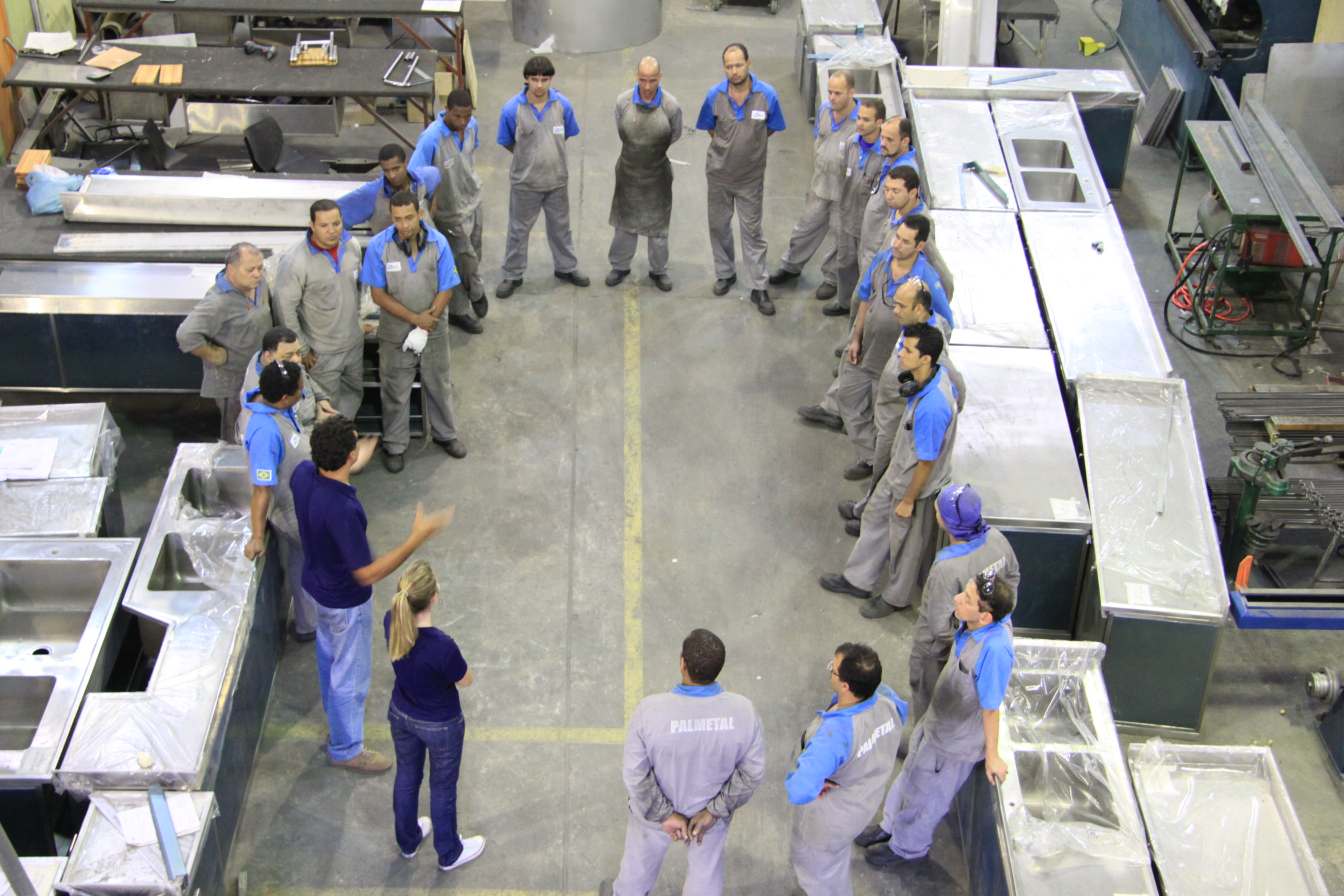
این عکس یک جلسه آموزشی با کارگران کارخانه در یک شرکت طراحی بوم‌شناختی برای فولاد ضدزنگ از ریو دو ژانیرو برزیل را نشان می‌دهد.

طراحی محیطی (به انگلیسی: Environmental design) فرایند پرداختن به پارامترهای محیطی پیرامون هنگام طراحی طرح‌ها، برنامه‌ها، سیاست‌ها، ساختمان‌ها یا محصولات است. به دنبال ایجاد فضاهایی است که محیط طبیعی، اجتماعی، فرهنگی و فیزیکی مناطق خاص را بهبود بخشد. طراحی محتاطانه کلاسیک ممکن است همیشه عوامل محیطی را در نظر گرفته باشد. با این حال، جنبش زیست‌محیطی که در دهه ۱۹۴۰ آغاز شد، این مفهوم را واضح‌تر کرد.